# 松下昭
松下 昭（まつした あきら、1928年 - ）は、日本の工学者である。専門は電気機器絶縁層の処理に関する研究 、パラメトロン開発,ワイヤメモリの開発に成功、磁性体の薄膜化技術開発とコンピュータのメモリ素子応用。  神奈川大学工学部教授、名誉教授。
自身が開発し19年かかって特許出願をしていた技術がソニー（とJR東日本が採用）の非接触ICカード技術FeliCaに用いられていると主張し特許侵害で訴えたことで有名。

## 経歴
- 1948年（昭和23年）3月 名古屋工業専門学校（現名古屋工業大学）卒業、大阪の設備会社就職。
- 1950年（昭和25年） 東京工業大学電気材料学研究員
- 1954年(昭和29年) 文部教官助手。
- 1960年（昭和35年） 「電気機器絶縁層の処理に関する研究」で学位取得
- 1962年　強磁性膜を極細の電線表面に電気メッキして成る磁気ワイヤー（高密度ワイヤメモリ）発明（戦後初めて輸出した電子機器)
- 1967年4月　千葉工業大学電子工学科助教授
- 1969年4月　神奈川大学工学部電気工学科教授
- 1985年頃　非接触伝送装置の発明を製缶工場の生産ラインで実用化
- 1985年6月3日　非接触伝送装置の発明案件を出願(しかし、審査後拒絶され、以後19年かけて特許出願 )
- 2007年　ソニーとJR東日本相手に非接触ICカード技術の特許侵害で20億円の賠償を請求[2]
- 2009年3月　知的財産高等裁判所が請求棄却の判決を出し[3]、松下は最高裁判所への上告を断念したため、敗訴が確定した。
- 2014年　「松下昭先生の健勝を祝う会」では日本版ディスカバリー制度を提言、会に出席した知財関係者は、4人の元日本弁理士会会長、多くの弁理士、元特許庁長官、特許庁特許技監、知財専門弁護士、企業知財関係者ら100人超[4]。

## 研究/受賞
- 磁性体の薄膜化技術開発とコンピュータのメモリ素子応用

## 発明の応用
- 磁性体の薄膜化技術開発とコンピュータのメモリ素子応用